# І
І, і (en cursiva І, і) és una lletra de l'alfabet ciríl·lic. Formava part de l'alfabet rus fins a la reforma del 1918, atès que es mantenia el seu ús perquè representava el nombre 10. A més a més, en ucraïnès el fonema [ɪ] queda representat per aquesta lletra, mentre que la и representa el so [i]. Tot i això, totes les altres llengües eslaves que fan servir l'alfabet ciríl·lic van optar per l'ús d'una de les dues molt abans que el rus.

## Regles d'ús
Abans de 1918 hi havia una sèrie de regles d'ús:
- Es fa servir i abans de vocal i de la semivocal й.
- Es fa servir и abans de consonant i al final de paraula.
- Excepció: es fa servir и abans de semivocals en paraules compostes: пятиакровый > пяти+акровый > cinc acres.
- Excepció: es fa servir и a миръ (pau, tranquil·litat, concòrdia, unió) i i a мiръ (món, univers, societat), i a tots els seus derivats.

## Taula de codis
| Codificació de caràcters | Tipus     | Decimal | Hexadecimal | Octal  | Binari              |
| ------------------------ | --------- | ------- | ----------- | ------ | ------------------- |
| Unicode                  | Majúscula | 1030    | 0406        | 002006 | 0000 0100 0000 0110 |
| Unicode                  | Minúscula | 1110    | 0456        | 002126 | 0000 0100 0101 0110 |
| ISO 8859-5               | Majúscula | 166     | A6          | 246    | 1010 0110           |
| ISO 8859-5               | Minúscula | 246     | F6          | 366    | 1111 0110           |
| KOI 8                    | Majúscula | 182     | B6          | 266    | 1011 0110           |
| KOI 8                    | Minúscula | 166     | A6          | 246    | 1010 0110           |
| Windows 1251             | Majúscula | 178     | B2          | 262    | 1011 0010           |
| Windows 1251             | Minúscula | 179     | B3          | 263    | 1011 0011           |